# Receptrixa
Genre
Receptrixa est un genre d'insectes diptères de la famille des Anthomyzidae.

## Liste d'espèces
Selon Catalogue of Life (18 août 2013) :
- Receptrixa receptrix